# Leptoneta simboggulensis
Leptoneta simboggulensis är en spindelart som beskrevs av Paik 1971. Leptoneta simboggulensis ingår i släktet Leptoneta och familjen Leptonetidae. Inga underarter finns listade i Catalogue of Life.